# Kapela sv. Janeza Krstnika, Sodišinci
Kapela sv. Janeza Krstnika (v prekmurščini Kapejla v diko Ivana Krstitela – dobesedno za Kapela v čast Janezu Krstniku) je kapela v kraju Sodišinci, Župnija Tišina in Občina Tišina. Stoji na vzhodni strani ceste Sodišinci–Gederovci.
Zgrajena je bila leta 1901 v čast Janezu Krstniku. Zemljišče, kjer stoji kapela, je dal na razpolago Štefan Rogač, večino gradbenih stroškov pa je plačal Ivan Domijan. Sedanji zvon so menda dodali po prvi svetovni vojni, saj nosi napis: »Tri leta po svetovni vojni na spomin našim potomcem 1921.«
Kapela je neogotska in ima dvonadstropni masiven zvonik. Fasado členijo neogotske odprtine, pilastri in podstrešni venec.